# César-díjak 2011
A 36. César-díj átadó ünnepségre 2011. február 25-én került sor a párizsi Châtelet Színházban. Az ünnepség elnöke Jodie Foster színésznő, ceremóniamestere Antoine de Caunes színész-rendező volt.
A francia filmes szakma 4179 képviselőjének szavazata alapján összeállított jelölések listáját 2011. január 21-én hozták nyilvánosságra. E listát összesen 568 film és 3233 személy előzetes jelöléséből szűkítették le. A válogatásban – a megszokottaktól eltérően – jelentős számban voltak vígjátékok.
A rendezvény alkalmat adott arra, hogy a filmművészet közelmúltbeli nagy alakjairól is megemlékezzenek: a tiszteletbeli Césart ez évben is egy hollywoodi sztár, Quentin Tarantino vehette át életművéért; továbbá tisztelettel adóztak a 20 éve elhunyt sokoldalú francia szerző-előadóművésznek, Serge Gainsbourgnak – Joann Sfar róla készített életrajzi ihletésű költői filmje, a Gainsbourg (hősi élet) 8 kategóriában kapott jelölést.
A francia filmes szakértők és a sajtó előzetes várakozásától eltérően e César-gála sokkal kiegyensúlyozottabb volt az előző évekénél; nem voltak kiugró teljesítményt elért filmek. Az algériai  Tibhirine-ben, 1996-ban lemészárolt szerzetesek történetét feldolgozó, előzően már közönségsikert aratott és a 2010-es cannes-i fesztivál nagydíját is elnyert alkotás, a Emberek és istenek volt a rendezvény legnagyobb favoritja: 10 kategóriában 11 jelölést kapott, méghozzá a legjelentősebbekben, azonban be kellett érnie három elismeréssel: a legjobb film, a legjobb mellékszereplő színész (Michael Lonsdale) és a legjobb operatőr (Caroline Champetier).
A további legtöbb jelölést kapott alkotások, Roman Polański Szellemíró című filmje, valamint a Serge Gainsbourgról készített emlékfilm (mindkettőt 8-8 kategóriában jelölték), hasonlóképpen szerepeltek: Polański elnyerte ugyan a legjobb rendező díjat, a film viszont csupán három kisebb díjat kapott; a Gainsbourg-film a legjobb elsőfilm és a legjobb színész (Eric Elmosnino) díjak mellett csak a legjobb hangért kapott elismerést.
A kiváló színészi teljesítmény ellenére alul maradt a versenyben két nagy francia filmcsillag, Catherine Deneuve, akit immár tizedik alkalommal jelöltek a legjobb színésznőnek, valamint Gérard Depardieu, aki 16. legjobb színésznek járó César-jelölésével új rekordot állított fel.
A legjobb külföldi film díját David Fincher alkotása, a Social Network – A közösségi háló kapta, maga mögé utasítva Christopher Nolan Eredet és Clint Eastwood Invictus - A legyőzhetetlen című filmjét.
Ebben az évben a díjra nevezett filmeket 2011. február 2. és 22. között a közönség is megismerhette nyilvános vetítéseken, az egyik párizsi filmszínházban.

## Díjazottak és jelöltek
| Díjak                            | Díjazottak és jelöltek |
| -------------------------------- | --- |

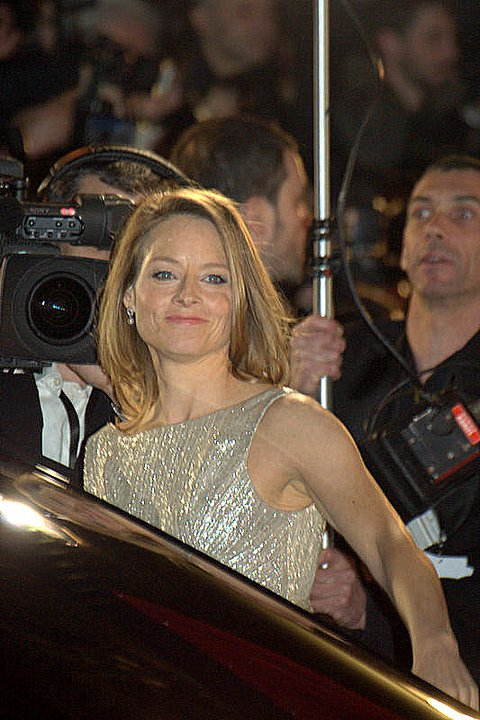
Jodie Foster a díjkiosztón

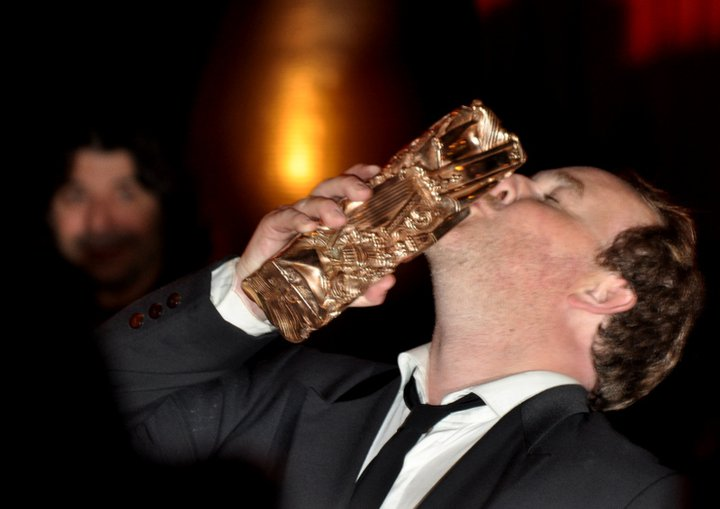
Xavier Beauvois, az Emberek és istenek rendezője

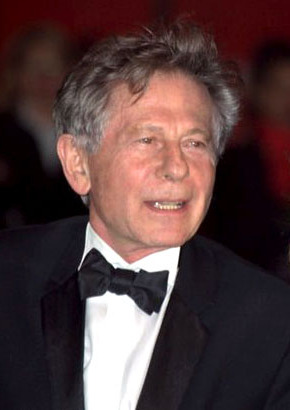
A legjobb rendező: Roman Polański

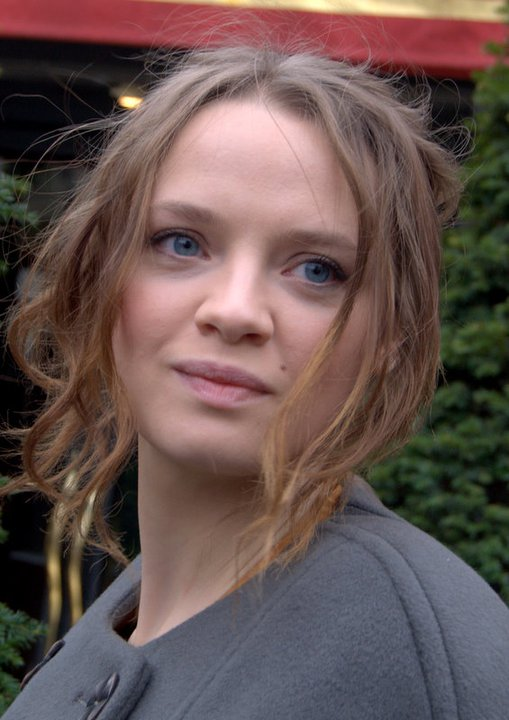
A legjobb színésznő: Sara Forestier

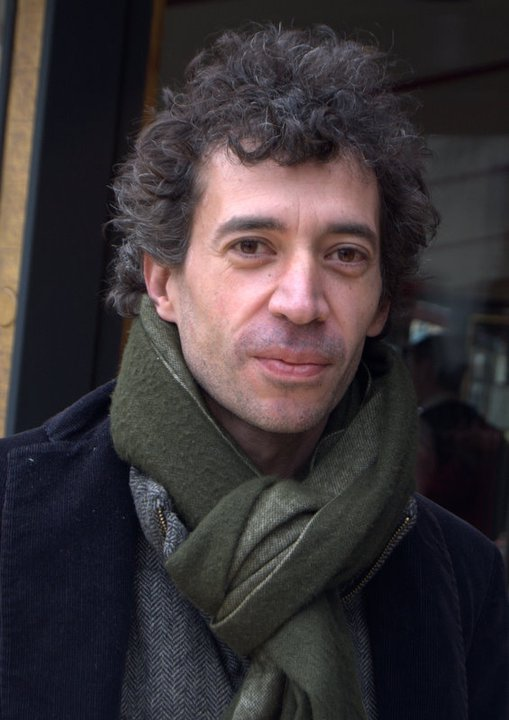
A legjobb színész: Eric Elmosnino

| Legjobb film                     | - Emberek és istenek (Des hommes et des dieux), rendezte: Xavier Beauvois - A szerelem nevei (Le nom des gens), rendezte: Michel Leclerc - Mammut (Mammuth), rendezte: Benoit Delepine és Gustave Kervern - Gainsbourg (hősi élet) (Gainsbourg (vie héroïque)), rendezte: Joann Sfar - Szellemíró (The Ghost Writer), rendezte: Roman Polański - Szívrablók (L'arnacoeur), rendezte: Pascal Chaumeil - Turné (Tournée), rendezte: Mathieu Amalric |
| Legjobb rendező                  | - Roman Polański – Szellemíró (The Ghost Writer) - Mathieu Amalric – Turné (Tournée) - Olivier Assayas – Carlos - Xavier Beauvois – Emberek és istenek (Des hommes et des dieux) - Bertrand Blier – A jégkockák zörgése (Le bruit des glaçons) |
| Legjobb színésznő                | - Sara Forestier – A szerelem nevei (Le nom des gens) - Isabelle Carré – Túl sok érzelem (Les émotifs anonymes) - Catherine Deneuve – Született feleség (Potiche) - Charlotte Gainsbourg – A fa (L'arbre) - Kristin Scott Thomas – Sarah kulcsa (Elle s'appelait Sarah) |
| Legjobb színész                  | - Eric Elmosnino – Gainsbourg (hősi élet) (Gainsbourg (vie héroïque)) - Gérard Depardieu – Mammut (Mammuth) - Romain Duris – Szívrablók (L'arnacoeur) - Jacques Gamblin – A szerelem nevei (Le nom des gens) - Lambert Wilson – Emberek és istenek (Des hommes et des dieux) |
| Legjobb mellékszereplő színésznő | - Anne Alvaro – A jégkockák zörgése (Le bruit des glaçons) - Valérie Bonneton – Apró, kis hazugságok (Les petits mouchoirs) - Laetitia Casta – Gainsbourg (hősi élet) (Gainsbourg (vie héroïque)) - Julie Ferrier – Szívrablók (L'arnacoeur) - Karin Viard – Született feleség (Potiche) |
| Legjobb mellékszereplő színész   | - Michael Lonsdale – Emberek és istenek (Des hommes et des dieux) - Niels Arestrup – L'Homme qui voulait vivre sa vie - François Damiens – Szívrablók (L'arnacoeur) - Gilles Lellouche – Apró, kis hazugságok (Les petits mouchoirs) - Olivier Rabourdin – Emberek és istenek (Des hommes et des dieux) |
| Legígéretesebb fiatal színésznő  | - Leïla Bekhti – Tout ce qui brille - Anaïs Desmoustier – Szerelem bármi áron (D'amour et d'eau fraiche) - Audrey Lamy – Tout ce qui brille - Léa Seydoux – Rózsatövis (Belle épine) - Yahima Torres – Fekete Vénusz (Vénus noire) |
| Legígéretesebb fiatal színész    | - Edgar Ramirez – Carlos - Arthur Dupont – Bus Palladium - Pio Marmaï – Szerelem bármi áron (D'amour et d'eau fraiche) - Raphaël Personnaz – Montpensier hercegnője (La princesse de Montpensier) - Grégoire Leprince-Ringuet – Montpensier hercegnője (La princesse de Montpensier) |
| Legjobb operatőr                 | - Caroline Champetier – Emberek és istenek (Des hommes et des dieux) - Christophe Beaucarne – Turné (Tournée) - Pawel Edelman – Szellemíró (The Ghost Writer) - Bruno Keyzer – Montpensier hercegnője (La princesse de Montpensier) - Guillaume Schiffman – Gainsbourg (hősi élet) (Gainsbourg (vie héroïque)) |
| Legjobb vágás                    | - Hervé Deluze – Szellemíró (The Ghost Writer) - Luc Barnier – Carlos - Annette Dutertre – Turné (Tournée) - Marie-Julie Maille – Emberek és istenek (Des hommes et des dieux) - Marilyne Monthieux – Gainsbourg (hősi élet) (Gainsbourg (vie héroïque)) |
| Legjobb eredeti forgatókönyv     | - Baya Kasmi és Michel Leclerc – A szerelem nevei (Le nom des gens) - Xavier Beauvois és Étienne Comar – Emberek és istenek (Des hommes et des dieux) - Bertrand Blier – A jégkockák zörgése (Le bruit des glaçons) - Benoît Delépine és Gustave Kervern – Mammut (Mammuth) - Mathieu Amalric, Marcello Novais Teles, Raphaëlle Valbrune és Philippe di Folco – Turné (Tournée) |
| Legjobb adaptáció                | - Robert Harris és Roman Polański – Szellemíró (The Ghost Writer) - Julie Bertucelli – A fa (L'arbre) - Bertrand Tavernier, Jean Cosmos és François Olivier Rousseau – Montpensier hercegnője (La princesse de Montpensier) - Eric Lartigau és Laurent de Bartillat – L'Homme qui voulait vivre sa vie - François Ozon – Született feleség (Potiche) |
| Legjobb filmzene                 | - Alexandre Desplat – Szellemíró (The Ghost Writer) - Bruno Coulais – Óceánok (Océans) - Grégoire Hetzel – A fa (L'arbre) - Delphine Montoulet és Tony Gatlif – Szabadság (Korkoro) - Yarol Poupaud – Bus Palladium - Philippe Sarde – Montpensier hercegnője (La princesse de Montpensier) |
| Legjobb hang                     | - Daniel Sobrino, Jean Goudier és Cyril Holtz – Gainsbourg (hősi élet) (Gainsbourg (vie héroïque)) - Philippe Barbeau, Jerome Wiciak és Florence Lavallé – Óceánok (Océans) - Jean-Marie Bondel, Thomas Desjonqueres és Dean Humphreys – Szellemíró (The Ghost Writer) - Jean-Jacques Ferrand, Vincent Guillon és Eric Bonnard – Emberek és istenek (Des hommes et des dieux) - Olivier Meauvezin, Severin Favriau és Stéphane Thiebaut – Turné (Tournée)                                                                                                 |
| Legjobb díszlet                  | - Hugues Tissandier – Adéle és a múmiák rejtélye (Adèle Blanc-Sec) - Michel Barthélémy – Emberek és istenek (Des hommes et des dieux) - Guy-Claude François – Montpensier hercegnője (La princesse de Montpensier) - Albrecht Konrad – Szellemíró (The Ghost Writer) - Christian Marti – Gainsbourg (hősi élet) (Gainsbourg (vie héroïque)) |
| Legjobb jelmez                   | - Caroline de Vivaise – Montpensier hercegnője (La princesse de Montpensier) - Olivier Beriot – Adéle és a múmiák rejtélye (Adèle Blanc-Sec) - Pascaline Chavanne – Született feleség (Potiche) - Alicia Crisp-Jones – Turné (Tournée) - Marielle Robaut – Emberek és istenek (Des hommes et des dieux) |
| Legjobb elsőfilm                 | - Gainsbourg (hősi élet) (Gainsbourg (vie héroïque)), rendezte: Joann Sfar - Simon Werner eltűnése (Simon Werner a disparu), rendezte: Fabrice Gobert - Szívrablók (L'arnacoeur), rendezte: Pascal Chaumeil - Tête de turc, rendezte: Pascal Elbé - Tout ce qui brille, rendezte: Géraldine Nakache |
| Legjobb animációs film           | - Az illuzionista (L'illusioniste), rendezte: Sylvain Chomet - Arthur 3. – A világok harca (Arthur et la guerre des deux mondes) de Luc Besson - Egy macska kettős élete (Une vie de chat), rendezte: Jean-Loup de Felicioli - L'homme à la Gordini, rendezte: Jean-Christophe Lie - Logorama, rendezte: H5 (François Alaux, Hervé de Crécy, Ludovic Houplain) |
| Legjobb dokumentumfilm           | - Óceánok (Océans), rendezte: Jacques Perrin - Benda Bilili! , rendezte: La Tullaye - Cleveland vs Wall Street, rendezte: Jean-Stéphane Bron - Entre nos mains, rendezte: Marianne Otero - Yves St Laurent, Pierre Bergé – L'amour fou, rendezte: Pierre Thoretton |
| Legjobb rövidfilm                | - Logorama, rendezte: H5 (François Alaux, Hervé de Crécy, Ludovic Houplain) - Monsieur l'Abbé, rendezte: Blandine Lenoir - Petit tailleur, rendezte: Louis Garrel - Un transport en commun, rendezte: Dyana Gaye - Une pute et un poussin, rendezte: Clément Michel |
| Legjobb külföldi film            | - Social Network – A közösségi háló (The Social Network), rendezte: David Fincher ( USA) - Eredet (Inception), rendezte: Christopher Nolan ( USA, GBR) - Fényes csillag (Bright Star), rendezte: Jane Campion ( NZL, GBR, FRA) - Illegális (Illégal), rendezte: Olivier Masset-Depasse ( BEL, LUX, FRA) - Invictus – A legyőzhetetlen (Invictus), rendezte: Clint Eastwood ( USA) - Képzelt szerelmek (Les amours imaginaires), rendezte: Xavier Dolan ( CAN) - Szemekbe zárt titkok (El secreto de sus ojos), rendezte: Juan José Campanella ( ARG, ESP) |
| Tiszteletbeli César              | - Quentin Tarantino |

## Többszörös jelölések és elismerések
A statisztikában a különdíjak nem lettek figyelembe véve.
| Jelölés | Díj | Magyar cím                 | Eredeti cím                 |
| ------- | --- | -------------------------- | --------------------------- |
| 11      | 3   | Emberek és istenek         | Des hommes et des dieux     |
| 8       | 4   | Szellemíró                 | The Ghost Writer            |
| 8       | 3   | Gainsbourg (hősi élet)     | Gainsbourg (vie héroïque)   |
| 7       | 1   | Montpensier hercegnője     | La princesse de Montpensier |
| 7       | 0   | Turné                      | Tournée                     |
| 5       | 0   | Szívrablók                 | L'arnacoeur                 |
| 4       | 2   | A szerelem nevei           | Le nom des gens             |
| 4       | 0   | Született feleség          | Potiche                     |
| 3       | 1   | A jégkockák zörgése        | Le bruit des glaçons        |
| 3       | 1   | Carlos                     | Carlos                      |
| 3       | 1   | Óceánok                    | Océans                      |
| 3       | 1   | –––                        | Tout ce qui brille          |
| 3       | 0   | A fa                       | L'arbre (The Tree)          |
| 3       | 0   | Mammut                     | Mammuth                     |
| 2       | 1   | Adéle és a múmiák rejtélye | Adèle Blanc-Sec             |
| 2       | 0   | Apró, kis hazugságok       | Les petits mouchoirs        |
| 2       | 0   | –––                        | Bus Palladium               |
| 2       | 0   | Szerelem bármi áron        | D'amour et d'eau fraiche    |